# Anna von Hessen

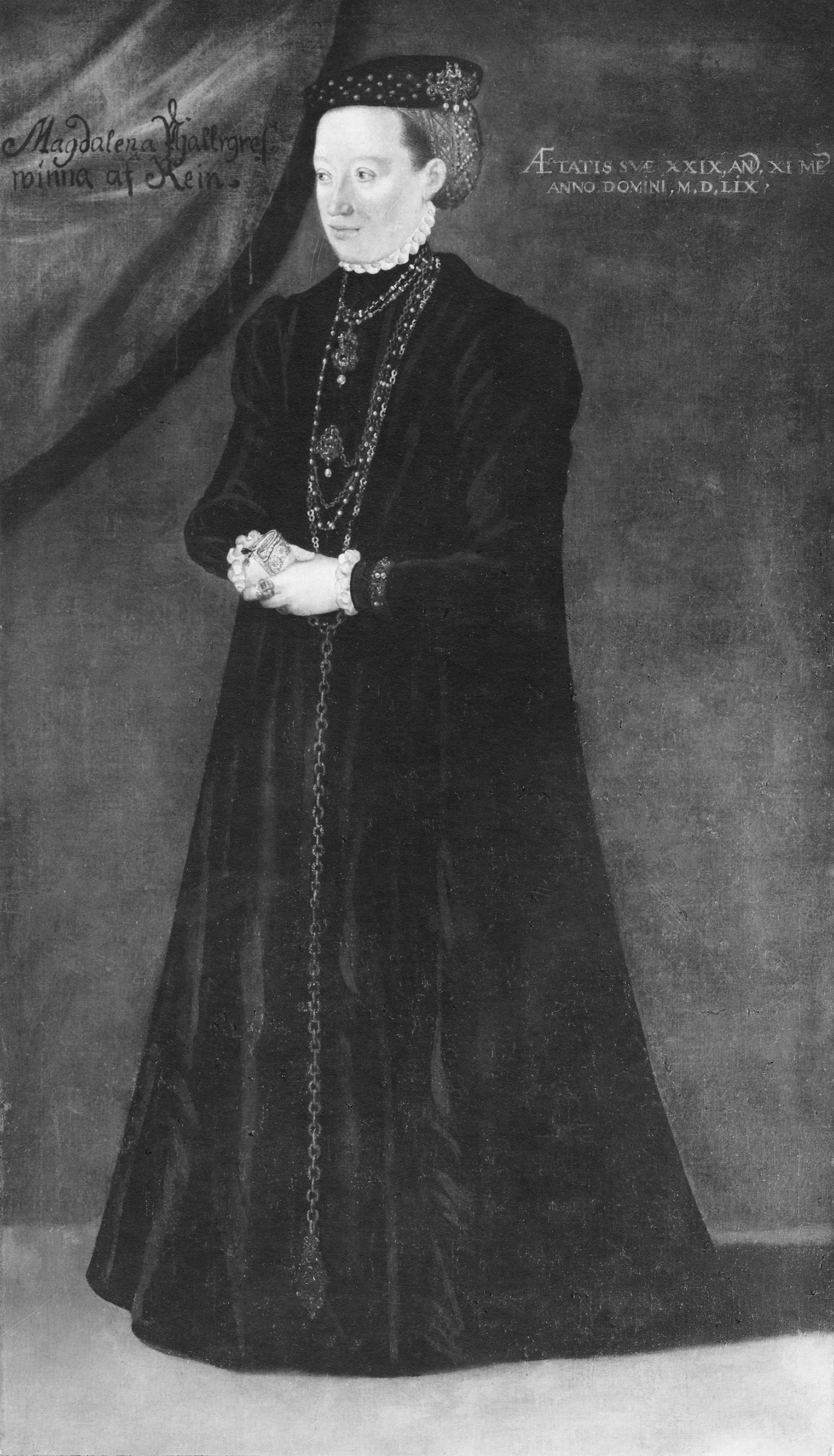
Anna von Hessen

Anna von Hessen (* 26. Oktober 1529 in Kassel; † 10. Juli 1591 in Meisenheim) war Prinzessin von Hessen und durch Heirat Pfalzgräfin von Zweibrücken.

## Leben

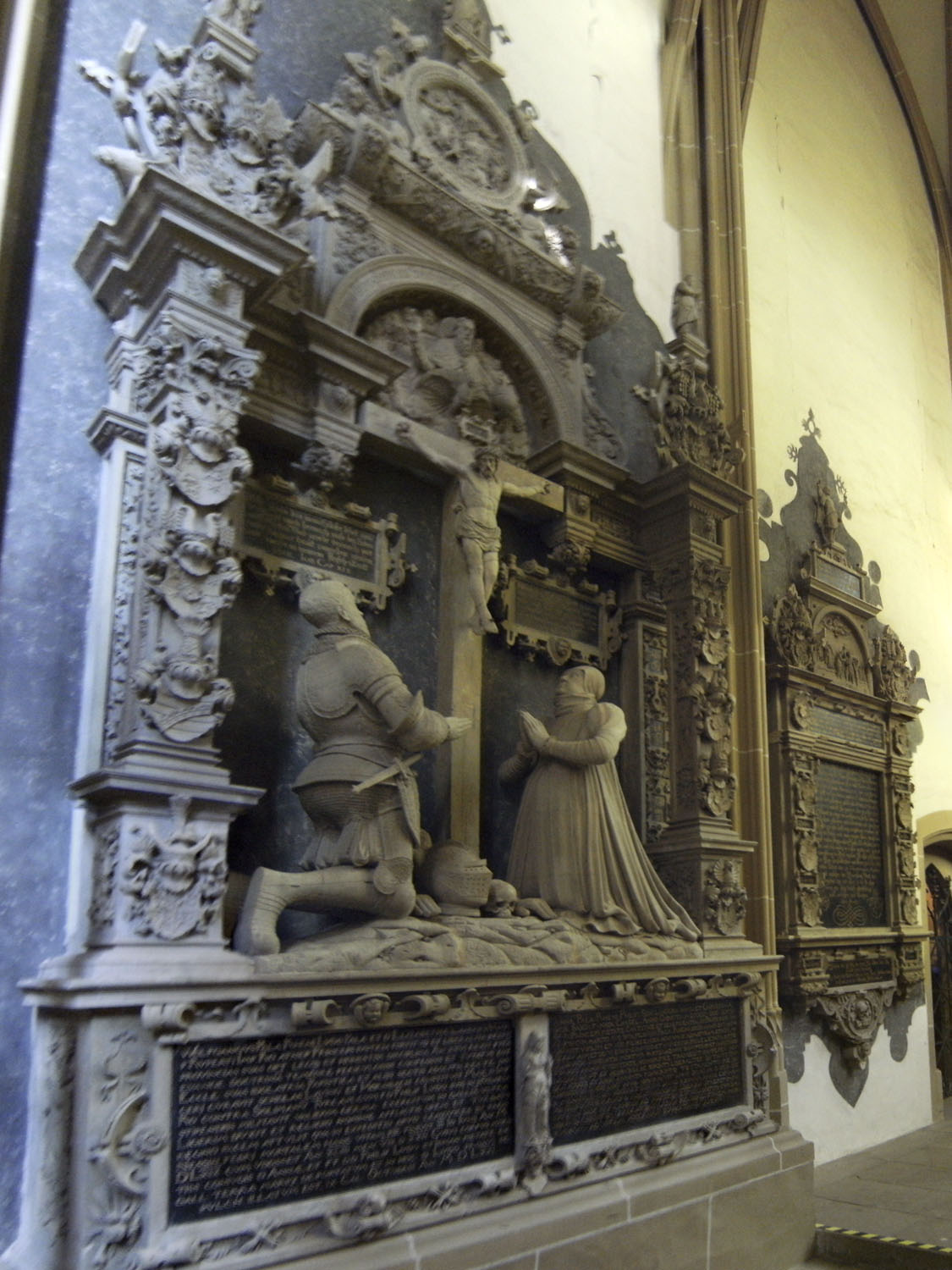
Grabmal des Herzogs Wolfgang von Pfalz-Zweibrücken und seiner Ehefrau Anna von Hessen in der Schlosskirche von Meisenheim

Anna war eine Tochter des Landgrafen Philipp I. von Hessen (1504–1567) aus dessen Ehe mit Christina (1505–1549), Tochter des Herzogs Georg von Sachsen. Sie heiratete als 14-Jährige am 24. Februar 1544 den drei Jahre älteren Pfalzgrafen und Herzog Wolfgang von Zweibrücken (1526–1569) und hatte mit ihm 13 Kinder. Nach 25-jähriger Ehe und dem Tode ihres Mannes mit nur 43 Jahren führte Annas Bruder Wilhelm gemeinsam mit Ludwig von der Pfalz die Vormundschaft über die gemeinsamen Kinder. Wolfgang hatte seinen Schwager auch zum Exekutor seines Testaments eingesetzt.
Anna stiftete um 1590 den St. Anna Kirchhof in Heidelberg, auf dem sechs Jahre später ihr zu Ehren ein Steindenkmal errichtet wurde. Nach der Schließung des St. Anna Friedhofs 1845 wurde das Denkmal auf den Bergfriedhof umversetzt.
Anna ist bestattet in der evangelischen Schlosskirche von Meisenheim.

## Nachkommen
Aus ihrer Ehe hatte Anna folgende Kinder:
- Christine (1546–1619)
- Philipp Ludwig (1547–1614), Pfalzgraf und Herzog von Pfalz-Neuburg Erbteilung

⚭ 1574 Prinzessin Anna von Jülich-Kleve-Berg (1552–1632)
- Johann I. (1550–1604), Pfalzgraf und Herzog von Pfalz-Zweibrücken Erbteilung

⚭ 1579 Prinzessin Magdalena von Jülich-Kleve-Berg (1553–1633)
- Dorothea Agnes (1551–1552)
- Elisabeth (1553–1554)
- Anna (1554–1576)
- Elisabeth (1555–1625)
- Otto Heinrich (1556–1604), Pfalzgraf und Herzog von Pfalz-Sulzbach

⚭ 1582 Prinzessin Dorothea Marie von Württemberg (1559–1639)
- Friedrich (1557–1597), Pfalzgraf und Herzog von Pfalz-Zweibrücken-Vohenstrauß-Parkstein

⚭ 1587 Prinzessin Katharina Sophie von Liegnitz (1561–1608)
- Barbara (1559–1618)

⚭ 1591 Graf Gottfried zu Oettingen-Oettingen (1554–1622)
- Karl I. (1560–1600), Pfalzgraf und Herzog von Pfalz-Zweibrücken-Birkenfeld

⚭ 1586 Prinzessin Dorothea Maria von Braunschweig-Lüneburg (1570–1649)
- Maria Elisabeth (1561–1629)

⚭ 1585 Graf Emich XII. von Leiningen-Dagsburg-Hardenburg (1562–1607)
- Susanna (1564–1565)